# Zubaida Tharwat
Zubaida Tharwat (in arabo زبيدة ثروت‎?; Alessandria d'Egitto, 15 giugno 1940 – Il Cairo, 13 dicembre 2016) è stata un'attrice egiziana.

## Biografia
Zubaida Tharwat nacque nel 1940 ad Alessandria d'Egitto da un'altolocata famiglia di parziale origine circassa. Il padre Ahmed era ufficiale della marina militare egiziana, mentre la madre era nipote del sultano Ḥusayn Kāmil. Nel corso della sua adolescenza, Tharwat vinse un concorso di bellezza organizzato dalla rivista egiziana Al Geel, evento che attirò l'attenzione di registi e produttori. Studiò giurisprudenza all'Università di Alessandria.
Tharwat si sposò cinque volte ed ebbe quattro figlie dal secondo marito, il produttore egiziano Sobhy Farahat. Morì in un ospedale a Il Cairo nel 2016. Il funerale si tenne nella Moschea Al-Sayeda Nafeesah.

## Carriera
Fece la sua prima apparizione cinematografica nel 1956, nel film Dalila, accanto a Shadia e Abdel Halim Hafez. Nel corso della sua carriera partecipò accanto ai più celebri volti del cinema egiziano e arabo, tra i quali Rushdy Abaza, Salah Zulfikar, Soad Hosny  e Omar Sharif, conquistando la fama in tutto il mondo arabo.

## Filmografia
- Dalila (1956)
- Nessaa fi hayati (1957)
- Bint 17 (1958)
- El malak el saghir (1958)
- Shamsun la taghib (1959)
- Itharissi minal hub (1959)
- Ashat lil-hob (1959)
- Yom min omri (1961)
- Fi baitina rajul (1961)
- Nesf azraa (1961)
- Salwa fi mahab el rih (1962)
- Zawga ghayoura gidan (1969)
- El Hob El Daye' (1970)
- Al Rajul Al Akhar (1973)
- Alahdan Aldafeaa (1974)
- Al Mothneboon (1976)